# مينه برن
مينه برن هي ممثلة بولندية وأمريكية، ولدت في 5 مايو عام 1911 في بولندا، وتوفيت في 10 يناير 2010 بمانهاتن في الولايات المتحدة.

## وصلات خارجية
- مينه برن على موقع IMDb (الإنجليزية)
- مينه برن على موقع ميوزك برينز (الإنجليزية)
- مينه برن على موقع قاعدة بيانات برودواي على الإنترنت (الإنجليزية)
- مينه برن على موقع قاعدة بيانات الفيلم (الإنجليزية)